# دويي تشوب
دويي تشوب (بالكرواتية: Duje Čop) (مواليد 1 فبراير 1990) هو لاعب كرة قدم كرواتي ، يلعب في مركزي المهاجم الصريح والمهاجم الثاني ، ويلعب حاليًا لنادي ريال سبورتينغ خيخون الإسباني معارًا من نادي كالياري الإيطالي لموسم واحد من 27 يوليو 2016 إلى 30 يونيو 2017.

## مسيرته الكروية
لعب دويي تشوب خلال مسيرته الاحترافية مع 9 أندية في سبعة عشر موسمًا وسجل خلالها 88 هدفًا ضمن 276 مباراة. حيث فاز في موسمين بالكأس وفي ثلاثة مواسم بالدوري.
خاض دويي تشوب مسيرته مع نادي هايدوك سبليت في موسم 2006–07 في المرة الأولى ولمدة موسمين ثم في موسم 2009–10 ولمدة موسمين، مشاركًا طوالها في 39 مباراة سجل خلالها 10 أهداف. ثم انتقل إلى نادي ناسيونال ماديرا في موسم 2008–09 لمدة موسم واحد، حيث شارك في 5 مباريات سجل خلالها هدفًا واحدًا. لينتقل بعدها إلى نادي رادنيتشكي سبليت في موسم 2011–12 لمدة موسم واحد، مشاركًا في 29 مباراة سجل خلالها 8 أهداف. ثم انتقل إلى نادي دينامو زغرب في موسم 2012–13 واستمر معه طيلة ثلاثة مواسم، مشاركًا في 67 مباراة سجل خلالها 43 هدفًا. هذا وانتقل لاحقًا إلى نادي كالياري في موسم 2014–15 ولمدة موسمين، مشاركًا في 18 مباراة سجل خلالها 4 أهداف. ثم انتقل بعدها إلى نادي مالقا في موسم 2015–16 لمدة موسم واحد، مشاركًا في 31 مباراة سجل خلالها 7 أهداف. ليعود وينتقل من جديد، لكن هذه المرة إلى نادي ريال سبورتينغ خيخون في موسم 2016–17 لمدة موسم واحد، مشاركًا في 31 مباراة سجل خلالها 9 أهداف. لينتقل بعدها إلى نادي ستاندارد لييج في موسم 2017–18 في المرة الأولى ولمدة موسمين ثم في موسم 2019–20 لمدة موسم واحد، مشاركًا طوالها في 38 مباراة سجل خلالها 6 أهداف. ثم لعب في نادي ريال بلد الوليد في موسم 2018–19 لمدة موسم واحد، مشاركًا في 18 مباراة ولم يسجل أي هدف.

## روابط خارجية
- دويي تشوب على موقع الاتحاد الأوربي (الإنجليزية)
- دويي تشوب على موقع اتحاد كرواتيا (الكرواتية)
- دويي تشوب على موقع قاعدة بيانات كرة القدم.إي يو (الإنجليزية)
- دويي تشوب على موقع ناشيونال فوتبول تيمز (الإنجليزية)
- دويي تشوب على موقع Soccerbase.com (لاعب) (الإنجليزية)
- دويي تشوب على موقع Soccerway.com (الإنجليزية)
- دويي تشوب على موقع عالم كرة القدم.نت (الإنجليزية)
- دويي تشوب على موقع AS.com (الإسبانية)